# Thiên hoàng Go-Murakami
Thiên hoàng Go-Murakami (後村上天皇 (Hậu Thôn Thượng thiên hoàng)/ ごむらかみてんのう Go-Murakami-tennō, 1328 – 29 tháng 3, 1368) là Thiên hoàng thứ 97 của Nhật Bản theo danh sách kế thừa ngôi vua truyền thống. Ông trị vì một nửa đất nước tại miền Nam (miền Yoshino) từ năm 1336 đến năm 1368.

## Phả hệ
Ông có tên húy là Noriyoshi, là con trai của Thiên hoàng Go-Daigo với hoàng hậu Renshi. Ngay từ niên thiếu, ông được cha gọi với tên thân thương là "Hoàng tử Norinaga".
Ông lớn lên trong hoàn cảnh đất nước bị nội loạn liên miên. Khi cha ông là Thiên hoàng Go-Daigo lên chấp chính, thực hiện Tân chính Kemmu ngay sau khi lật đổ Bắc Thiên hoàng Kōgon (1333 - 1336), thân vương được cha cử đi đánh dẹp tàn dư của Mạc phủ Kamakura đó họ Hōjō nổi dậy tại khu vực Tagajo (này là Miyagi), tỉnh Mutsu và những nơi khác ở phía đông đất nước. Nhưng đến năm 1336, khi Ashikaga Takauji trở mặt tấn công lại quân đội của cha mình thì thân vương đã phải cầm quân chiến đấu. Ông liên minh với Kitabatake Akiie, hội quân tấn công Takauji nhiều nơi. Độ tương quan lực lượng chênh lệnh, cuộc chiến đấu của thân vương Norinaga thất bại. Bị Takauji đánh tan ở Kyoto, Norinaga đã phải đem quân rút chạy về Mutsu. Thua trận tại Tagajo, ông rút về Yoshino tiếp tục chiến đấu và giành thắng lợi tạm thời ở Tagajo, nhưng cuối cùng quân đội của ông vẫn bị Takauji đánh tan tành. Bị thua to, quân của thân vương rút về nam. Trên đường đi, quân đội của thân vương bị bão tố dữ dội đánh đắm nhiều thuyền, phải vất vả lắm mới về được đến nơi là Yoshino.
Tháng 10/1338, ông được cha phong làm Thái tử kế vị

## Lên ngôi Thiên hoàng
Ngày 19/9/1339, Thiên hoàng Go-Daigo băng hà, Thái tử lên kế vị và lấy hiệu là Thiên hoàng Go-Murakami. Ông dùng lại niên hiệu của cha, tức niên hiệu Ryakuō (1339-1342). Kitabatake Chikafusa trở thành cố vấn của ông.
Thời Go-Murakami, cuộc chiến tranh Nam - Bắc triều vẫn tiếp tục. Các cận thần của ông như Kitabatake Chikafusa đã lập nhiều cứ điểm từ Tōhoku, Kantō cho đến Kyuushu để tiếp tục kháng chiến. Không những vậy, Chikafusa cũng là một học giả, đã bỏ công sức viết bộ sử Jinnô shōtōki (Thần hoàng chính thống ký) để biện hộ cho tính chính thống của Nam triều.
Năm 1348, ở Bắc triều của Mạc phủ Muromachi có mâu thuẫn mới. Người em của Takauji là Tadayoshi chủ trương trị quốc một cách ôn hòa, nhưng vấp phải sự chống đối những kẻ muốn tiến nhanh tiến mạnh để giành ngay quyền trị nước mà điển hình là Kō no Moronao (Cao Sư Trực), đang giữ sức chấp sự cho anh mình. Sự đối lập trở nên kịch liệt đến nổi hai bên đã phải dùng đến vũ lực để triệt hạ lẫn nhau vào năm 1350 (Kannō 1, Shōhei 5). Ở các địa phương cũng xảy ra những vụ xung đột. Sử gọi là Kannō no jōran (cuộc nhiễu loạn năm Kannō). Lợi dụng lúc Mạc phủ có loạn và chấm dứt luôn Nam triều để "thống nhất" quốc gia, viên tướng Kō no Moronao bất ngờ đem quân tấn công thẳng vào đại bản doanh của Thiên hoàng tại Yoshino. Quân đội của Thiên hoàng bị bất ngờ nên không thể chống cự lại, hoàng tộc cùng quân đội phải bỏ chạy qua thung lũng Nishiyoshino ở Yoshino, Nara (thuộc tỉnh Yamato). Quân đội của Moronao đuổi theo và bắt giữ Thiên hoàng cùng hoàng tộc tại Otokoyama trong tỉnh Yamashiro. Ở một diễn biến khác, quân Nam triều của Kusunoki Masanori đánh tan Ashikaga Yoshiakira tại trận Shichijō Omiya và ông đánh chiếm luôn Kyoto vào tháng 4/1352, bắt giữ các hoàng đế Nhật Bản như Thiên hoàng Kōgon, Thiên hoàng Kōmyō và Thiên hoàng Sukō và đưa về nam.
Tuy nhiên, Ashikaga Yoshiakira đã phục hồi được lực lượng và đánh tan quân triều đình của Nam triều, chiếm lại được Kyoto. Trong khi đó ở phía nam, Thiên hoàng Go-Murakami và đoàn tùy tùng của ông đã trốn thoát về tỉnh Kawachi trong một cuộc tấn công của Yoshiakira, và âm thầm trở về Yoshino.
Trong năm 1361, Hosokawa Kiyōji và Kusunoki Masanori, những viên tướng trung thành với hoàng tộc Nam triều đã bất ngờ đem quân tấn công Kyoto và chiếm giữ 20 ngày. Bị Yoshiakira phản công dữ dội, quân Nam triều rút lui về nam .
Mặc dù quân Nam triều nỗ lực chiếm lại Kyoto, nhưng quyền lực của Thiên hoàng Nam triều ngày càng yếu dần. Ông băng hà ngày 29 tháng 3 năm 1368 (Shohei 23, ngày thứ 11 của tháng thứ 3 âm lịch). Con trưởng là thân vương Hoàng tử Yutanari sẽ nối ngôi, hiệu là Thiên hoàng Chōkei.
Thiên hoàng Go-Murakami không đặt chức quan nào khi đang ở ngôi.
Go-Murakami là Thiên hoàng đầu tiên thời Nam - Bắc triều sử dụng hai hệ thống niên hiệu song song. Các niên hiệu đó là:

#### Nam triều:
- Engen (1336–1340)
- Kōkoku (1340–1346)
- Shōhei (1346–1370)

#### Bắc triều:
- Ryakuō (1338–1342)
- Kōei (1342–1345)
- Jōwa (1345–1350)
- Kannō (1350–1352)
- Bunna (1352–1356)
- Embun (1356–1361)
- Kōan (1361–1362)
- Jōji (1362–1368)
- Ōan (1368–1375)

## Gia đình
- hoàng hậu (kōgō): Fujiwara (Unknown name)
- quý phu nhân: Fujiwara no Shōshi (藤原勝子), sinh ra Yutanari (con cả, 寛成親王) (Thiên hoàng Chōkei), Hironari (con thứ 2 熙成親王) (Thiên hoàng Go-Kameyama), Yasunari (con thứ 4, 泰成親王)
- quý phu nhân: Minamoto no Akiko (源顕子), sinh ra công nương Noriko (con gái cả, 憲子内親王) (Hoàng hậu Dowager Shin-Sen'yō (新宣陽門院))
- thị nữ: con gái của Nakahara no Moroharu (中原師治), sinh ra Korenari (con thứ 3, 惟成親王) và Moronari (con thứ 5, 師成親王)
- thị nữ: con gái của Ochi Iehide (越智家栄), sinh ra Kanenari (con thứ 6, 説成親王) và Yoshinari (con thứ 7, 良成親王)